# Голобоков, Иван Максимович
Иван Максимович Голобков (20 ноября 1923, д. Сенчуковка, Черемисинский район, Курская область, СССР — 29 июля 2002, Рубцовск, Россия) - полный кавалер ордена Славы (1946), почётный гражданин Рубцовска (2002).

## Биография
В 1939 г. окончил 7 классов. В 1940—1941 гг. работал комбайнером Черемисинской МТС.
В 1941 г. призван в ряды Красной армии. Служил разведчиком в минометной бригаде. На его боевом счету 15 доставленных «языков». Воевал под Старой Руссой, Харьковом, в Белоруссии, Польше и Германии. Был дважды ранен. Участвовал в операциях по форсированию рек: Буга, Вислы, Одера. В составе 1-го Белорусского фронта участвовал во взятии Берлина.
Демобилизовался в звании младшего лейтенанта в 1948 г., приехал на Алтай. В 1948—1959 гг. работал лесничим Тополинского лесхоза Угловского района Алтайского края. В 1959—1963 гг. управляющий 5-м отделением откормсовхоза в Рубцовске. В 1963—1973 гг. начальник снабжения на гормолзаводе .
Работал директором дома-интерната для престарелых и инвалидов (1973—1983 гг.). На этом посту внес большой вклад в улучшение условий проживания ветеранов. В социалистическом соревновании среди органов и учреждений социального обеспечения Алтайского края возглавляемый им дом-интернат четыре года занимал 1-е место. Постановлением коллегии отдела соцобеспечения крайисполкома и президиума крайкома профсоюза имя И. М. Голобокова занесено на Доску почета (1979). Пенсионер союзного значения (с 1983 г.).
Находясь на пенсии, занимался военно-патриотическим воспитанием молодежи.

## Подвиг
30 апреля 1945 года отделение старшины Голобокова в числе других групп автоматчиков прикрывало Егорова и Кантарию, продвигавшихся с Красным знаменем к куполу рейхстага. Лично уничтожил 7 солдат и офицеров врага, пулемёт с прислугой. За участие в этой операции Иван Максимович был награждён орденом Славы I степени.

## Награды
Награждён орденами Славы: III степени (1944), II степени (1945), I степени (1946); двумя орденами Отечественной войны II степени, медалями «За отвагу», «За победу над Германией в Великой Отечественной войне 1941-1945 гг.», «За освобождение Варшавы», «За взятие Берлина», «За взятие Кенигсберга», Жукова, «Ветеран труда» (1983) и юбилейными медалями.